# Polonia en la Primera Guerra Mundial

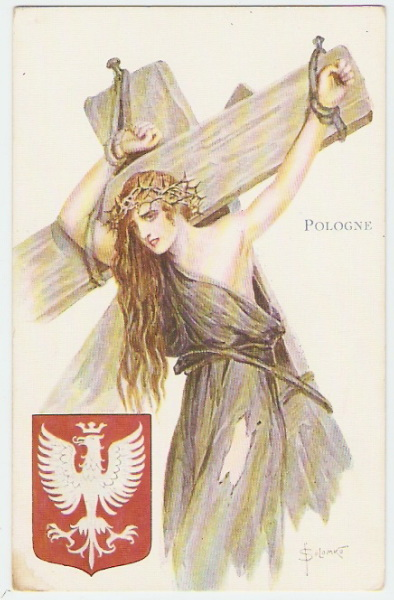
Postal francesa contemporánea por Sergey Solomko.

Mientras que Polonia no existió como estado independiente durante la Primera Guerra Mundial, su posición geográfica entre las potencias combatientes significó que muchas batallas con terribles pérdidas humanas y materiales ocurrieron en territorio polaco entre 1914 y 1918.  Cuando comenzó la Primera Guerra Mundial, el territorio polaco estaba dividido desde las particiones entre Austria-Hungría, el Imperio Alemán y el Imperio Ruso, y se convirtió en la escena de muchas operaciones del Frente Oriental de la Primera Guerra Mundial. En el período posterior a la Guerra, tras el colapso de los Imperios Ruso, Alemán y Austrohúngaro, Polonia se convirtió en una república independiente.

## División de Tres Imperios

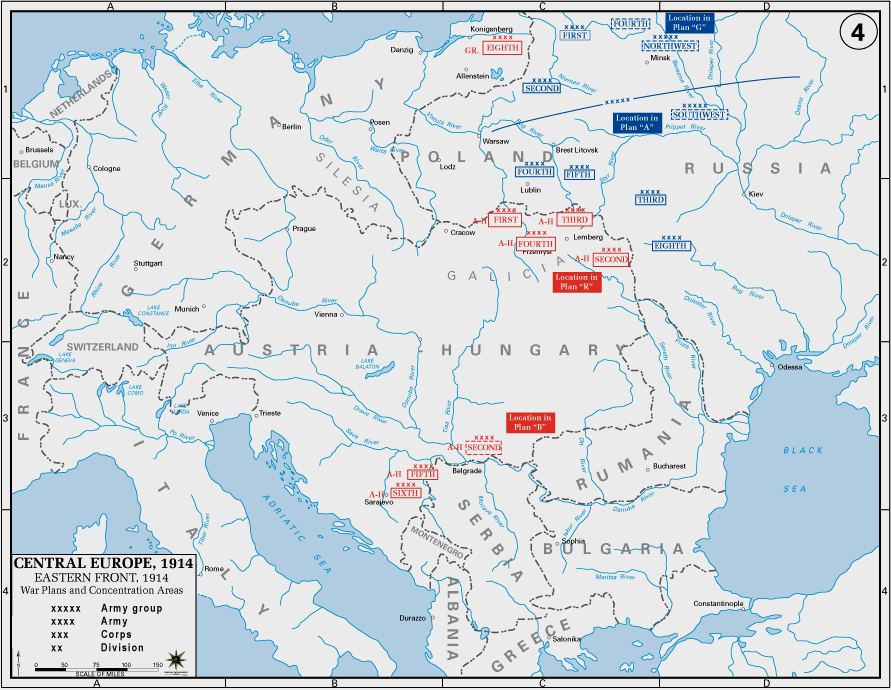
El frente oriental al inicio del conflicto en 1914. La parte septentrional del frente ocupaba buena parte de los territorios polacos. Notablemente, las fronteras entre Alemania y Rusia y los límites entre Austria y Rusia cruzaban los territorios.

Col. Józef Piłsudski con su personal en el frente del Palacio del gobernador en Kielce, 1914.

La guerra enfrentó a los tres Imperios poniendo a Rusia como defensora de Serbia y aliada del Reino Unido y Francia contra los Potencias Centrales, Alemania y Austria-Hungría.

## Objetivos en conflicto
Esta circunstancia proporcionó a los polacos una influencia política ya que ambas partes ofrecieron promesas de concesiones y autonomía futura a cambio de lealtad polaca y reclutas del ejército.
Los austriacos quisieron incorporar el territorio ruso de Privislinsky Krai en su territorio de Galizia, por lo que incluso antes de la guerra permitieron que se formaran organizaciones nacionalistas allí (por ejemplo, Związek Strzelecki, en polaco: Asociación de fusileros).
Los rusos reconocieron el derecho polaco a la autonomía y permitieron la formación del Comité Nacional Polaco, que apoyó a la parte rusa. El ministro de relaciones exteriores de Rusia, Serguéi Sazónov, propuso crear el Reino de Polonia, un estado autónomo con su propia administración interna, libertad religiosa y el uso de la lengua polaca en las escuelas y la administración. Polonia recibiría la porción oriental de la región de Poznan, el sur de Silesia y Galizia oriental
A medida que la guerra se estancaba, el problema del autogobierno polaco adquirió una mayor urgencia. Roman Dmowski pasó los años de guerra en Europa Occidental, con la esperanza de persuadir a los Aliados de unificar las tierras polacas bajo el dominio ruso como un primer paso hacia la liberación.
En junio de 1914, Józef Piłsudski había predicho que la guerra llevaría a la ruina a los tres Imperios a pesar de la fortaleza con la que contaban. Por lo tanto, Piłsudski formó las Legiones Polacas para ayudar a los Poderes Centrales a derrotar a Rusia como el primer paso hacia la independencia total de Polonia.
Las invasoras fuerzas alemanas se encontraron con hostilidad y desconfianza. A diferencia de las fuerzas napoleónicas un siglo antes, los polacos no los vieron como libertadores. Los rusos fueron despedidos, a menudo con tristeza, dolor e incertidumbre. No hubo hostigamiento de los soldados rusos en retirada, ni ataques a heridos. Para muchos polacos, los rusos en ese momento eran vistos como «nuestros», debido al proceso de liberalización que se produjo en el Imperio ruso después de la Revolución de 1905. Esto contrastaba con Alemania que, a través de sus acciones de implacable germanización de polacos dentro de sus fronteras, la huelga escolar de Września, la persecución de la educación polaca en Pomerania y Poznan, y en 1914 la Destrucción de Kalisz aumentó los sentimientos prorrusos y antialemanes. Esta actitud angustió a Piłsudski de orientación austriaca. Solo a fines del verano de 1915, después de la dura política del saqueo ruso de las tierras polacas, decayó la simpatía de los polacos por Rusia.

## Reino de Polonia (1916–1918)
En 1916, intentando aumentar el apoyo polaco a los Poderes Centrales y formar un ejército polaco, los emperadores alemanes y austriacos declararon que se crearía un nuevo estado llamado el Reino de Polonia. El nuevo Reino en realidad iba a ser un  estado cliente bajo el control militar, económico y político del Reich alemán y su territorio se crearía después de la guerra de solo una pequeña parte del antiguo estado polaco, es decir, el territorio de  Reino de Polonia (Privislinsky Krai), con alrededor de treinta mil kilómetros cuadrados de sus áreas occidentales para ser anexadas por Alemania. La población polaca y judía en esas áreas debía ser expulsada y reemplazada por colonos alemanes. Un Consejo de Regencia se estableció en preparación para esto, formando un protogobierno y emitiendo moneda, llamada el marco polaco. Los esfuerzos alemanes para crear un ejército que sirviese a los Imperios Centrales fracasaron, ya que la cantidad de voluntarios no fue la esperada.
Después de que el Tratado de Brest-Litovsk asegurara la paz en el frente oriental, Alemania y Austria-Hungría abordaron la creación de la Mitteleuropa («Europa Central») y el 5 de noviembre de 1917, declararon que podría crearse un Reino de Polonia (en realidad, régimen títere de los imperios).

## Campos de batalla

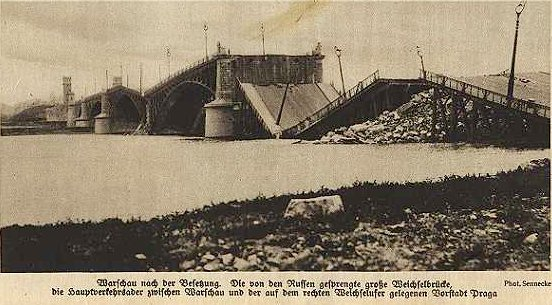
Puente Poniatowski en Varsovia después de ser demolido por el Ejército Ruso en su retirada 1915.

Invasión del Reino de Polonia en la Primera Guerra Mundial

Gran parte de los intensos combates en el frente oriental de la guerra tuvieron lugar en el territorio del antiguo estado polaco. En 1914, las fuerzas rusas avanzaron muy cerca de Cracovia, antes de ser derrotadas. En la siguiente primavera, se produjeron fuertes enfrentamientos alrededor de Gorlice y Przemyśl, al este de Cracovia en Galizia. En 1915 los territorios polacos fueron saqueados y abandonados por el ejército imperial ruso durante su retirada, tratando de emular la estrategia de tierra quemada de 1812; los rusos también desalojaron y deportaron a cientos de miles de habitantes sospechosos de colaborar con el enemigo. A fines de 1915, los alemanes habían ocupado todo el sector ruso, incluido Varsovia. En 1916 otra ofensiva rusa en Galizia exacerbó la situación ya desesperada de los civiles en la zona de guerra; alrededor de 1 millón de refugiados polacos huyeron hacia el este detrás de las líneas rusas durante la guerra. Aunque la ofensiva rusa de 1916 tomó por sorpresa a los alemanes y austriacos, las comunicaciones y la logística deficientes impidieron que los rusos aprovecharan al máximo su situación.
Un total de 2 millones de tropas polacas lucharon con los ejércitos de las tres potencias ocupantes, 450 000 murieron y cerca de un millón fueron heridos. Cientos de miles de civiles polacos fueron desplazados a campos de labor en Alemania y 800 000 fueron deportados por las fuerzas zaristas al Oriente ruso. El uso de ambos bandos de estrategias de «tierra quemada» dejaron buena parte de la zona de guerra inhabitable. Contabilizando el período de 1914–18, incluyendo las bajas militares y civiles se calcula que en territorio polaco fallecieron un estimado de 1 128 000 personas.

## Unidades militares
| Bandera de Alemania | Bandera de Imperio austrohúngaro | Bandera de Francia | Bandera de Rusia                                                                    | Bandera de Rusia                                        |
| Bandera de Alemania | Bandera de Imperio austrohúngaro | Bandera de Francia | I Cuerpo polaco                                                                     | II Cuerpo polaco («Ejército Azul»)                      |
| --- | --- | --- | ----------------------------------------------------------------------------------- | ------------------------------------------------------- |
| - 10.ª División - 35.ª División - 119.ª División - 121.ª División - 214.ª División - 235.ª División - 5.ª División de Reserva - 46.ª División de Reserva - 47.ª División de Reserva | Legiones Polacas: - 1.ª Brigada - 2.ª Brigada - 3.ª Brigada - 1.er Regimiento Ulano - 2.º Regimiento Ulano - 3.er Regimiento Ulano - 4.º Regimiento Ulano - 6.º Regimiento Ulano - 7.º Regimiento Ulano - 8.º Regimiento Ulano - 13.º Regimiento Ulano | - 1.ª División de fusileros («Ejército Azul») - 2.ª División de fusileros - 3.ª División de fusileros - 6.ª División de fusileros - 7.ª División de fusileros | - 1.ª División de fusileros - 2.ª División de fusileros - 3.ª División de fusileros | - 4.ª División de fusileros - 5.ª División de fusileros |

## Recuperación de la soberanía
En 1917, dos eventos separados cambiaron decisivamente el carácter de la guerra y la pusieron en un rumbo hacia el renacimiento de Polonia. Los Estados Unidos entraron en el conflicto en el bando aliado, mientras que los movimientos revolucionarios en Rusia terminaron por debilitar y obligar al posterior retiro de los rusos del frente oriental con la llegada de los Bolcheviques al poder. Después de que el último avance ruso en Galizia fracasó a mediados de 1917, los alemanes volvieron a la ofensiva; el ejército de la Rusia revolucionaria dejó de ser un factor y Rusia se vio obligada a firmar el Tratado de Brest-Litovsk en el que cedía todas las tierras anteriormente polacas a las Potencias Centrales.
La deserción de Rusia de la coalición Aliada permitió que Woodrow Wilson, el presidente estadounidense, hiciera un llamado para transformar la guerra en una cruzada para difundir la democracia y liberar a los polacos y otros pueblos de la soberanía de los Poderes Centrales. El decimotercero de sus Catorce Puntos adoptaron el restablecimiento de Polonia como uno de los principales objetivos de la Primera Guerra Mundial. Este llamado se cristalizó en un apoyo del pueblo polaco en favor de la causa aliada.
Józef Piłsudski se convirtió en un héroe popular cuando Berlín lo encarceló por insubordinación. Los Aliados rompieron la resistencia de los Poderes Centrales hacia el otoño de 1918, cuando la monarquía de Habsburgo se desintegró y el gobierno imperial alemán colapsó. En octubre de 1918, las autoridades polacas se hicieron cargo de Galizia y Silesia. En noviembre de 1918, Piłsudski fue liberado de su internamiento en Alemania por los revolucionarios y regresó a Varsovia. A su llegada, el 11 de noviembre de 1918, el «Consejo de Regencia» del Reino de Polonia le cedió todas las responsabilidades y Piłsudski tomó el control del estado recién creado como su jefe de Estado provisional. Pronto todos los gobiernos locales que se habían creado en los últimos meses de la guerra juraron lealtad al gobierno central en Varsovia. La Polonia independiente, que había estado ausente del mapa de Europa durante 123 años, renació.
El estado recién creado consistió inicialmente en el Krai de Privislinsk (o País del Vístula ruso), la Galizia occidental austriaca (con Lwów sitiado por ucranianos) y parte de la Silesia alemana.